# Industrieterrein It Ges
It Ges is een industrieterrein binnen de stad Sneek in de Nederlandse provincie Friesland dat zich richt op watersport.

## Ligging en bereikbaarheid
Het terrein grenst in het westen aan de Houkesloot, in het oosten aan Industrieterrein Houkesloot en in het zuiden aan het dorp Oppenhuizen. Een van de belangrijkste verkeersaders is de Hendrik Bulthuisweg.

## Historie en bebouwing
It Ges is een van de jongere bedrijvenparken in Sneek. Op het park zijn ongeveer 40 aan watersport gelieerde bedrijven gevestigd. Het bedrijvenpark is genoemd naar de rivier It Ges.

### Straatnaamverklaring
De straten in de wijk zijn veelal vernoemd naar aan de watersport verbonden personen en -ontwikkelaars.

### Bezienswaardigheden
In het gebied staan geen rijksmonumenten of bezienswaardigheden.

## Voorzieningen
Onder meer de volgende voorzieningen bevinden zich in de wijk:
- Jachthavens
- Boothelling
- Insteekhaven